# Jan Klápště
Jan Klápště (* 22. říjen 1949 Turnov) je český archeolog, který se zaměřuje na archeologii středověku, zejména středověké osídlení vesnické i městské.

## Život
Studoval archeologii a historii na FF UK v letech 1967–72, v roce 1975 získal titul PhDr. a v roce 1995 obhájil disertační práci a získal titul CSc. V Archeologickém ústavu ČSAV v Praze pracoval od roku 1971, nejprve na pracovišti v Mostě a posléze jako vedoucí oddělení středověké archeologie. V letech 2002 až 2016 působil jako ředitel Ústavu pro archeologii (dříve Ústavu pro pravěk a ranou dobu dějinnou) Filozofické fakulty UK v Praze.
Těžištěm jeho zájmu je archeologie středověku, zejména středověké osídlení měst (Most) a vesnice (Černokostelecko). Spolupracuje na organizaci Ruralia, konferencí o archeologii raně středověkého venkova. Od roku 2003 je členem Učené společnosti ČR.

## Publikace
- Klápště, J. – Slavíček, A. – Velímský, T.: Archeologický výzkum města Mostu 1970–1975, Most 1976.
- Paměť krajiny středověkého Mostecka, Most 1994.
- Proměna českých zemí ve středověku, Praha 2005, ISBN 80-7106-175-1.